# Belgorod
Belgorod (Russisch: Белгород, Belgorod) is een stad in het zuiden van Europees Rusland. Het is de hoofdstad van de gelijknamige oblast. De stad ligt op de zuidelijke uitlopers van het Centraal-Russisch Plateau. Het grootste deel van de stad ligt op de rechteroever van de Severski Donets (zijrivier van de Don), op 695 kilometer ten zuiden van Moskou.
Belgorod betekent net als de Servische hoofdstad Belgrado "witte stad".

## Geschiedenis
Belgorod ontstond in de 13e eeuw. Het fort Belgorod werd herhaaldelijk door bestormingen in brand gezet en daarom werd het op bevel van tsaar Fjodor Ioannovitsj in de herfst van 1596 herbouwd maar ditmaal van steen. Daarna werd het de belangrijkste stad in de Belgorodlinie, een 800 km lange defensielijn, welke Rusland moest beschermen tegen aanvallen van de Krim-Tataren. Aan het begin van de 18e eeuw, nadat ook Oekraïne met Rusland verbonden was en de Oekraïense verdedigingslinie aangelegd was, verminderde het strategische belang van Belgorod aanzienlijk. Snel na de verovering van de Krim in 1785 lag de stad buiten de linie van opererende forten.
In de jaren tussen 1727 en 1779 was de stad het centrum van de provincie Belgorod, waartoe ook steden als Orjol en Charkov behoorden. Daarna werd de stad opgenomen als districtsstad van de provincie Koersk.
Na het sluiten van de Vrede van Brest-Litovsk op 9 februari 1918 werd Belgorod opgenomen in de Oekraïense Volksrepubliek. Na de staatsgreep van Pavlo Skoropadsky maakte Belgorod deel uit van de Oekraïense Staat. Op 20 december, na de val  werd de stad ingenomen door het Rode Leger en opgenomen in de RSFSR.
Op 18 maart 1943 vonden te Belgorod gevechten plaats tussen de Duitse Wehrmacht en op Zjoekovs bevel gestuurde Soviet-troepen. De Duitse aanval werd snel tot staan gebracht.
Op 31 maart 2022 vond een Oekraïense aanval plaats op een oliedepot. Door middel van raketten, afgevuurd door helikopters, ontstond een grote brand.

## Geboren
- Svetlana Chorkina (1979), gymnaste
- Jelena Sokolova (1986), verspringster